# Ficus coerulescens
Ficus coerulescens är en mullbärsväxtart som först beskrevs av Henry Hurd Rusby, och fick sitt nu gällande namn av Rossberg. Ficus coerulescens ingår i släktet fikonsläktet, och familjen mullbärsväxter. Inga underarter finns listade i Catalogue of Life.